# Ржавец (Прохоровский район)
Ржа́вец — село в Прохоровском районе Белгородской области, Россия. Административный центр Ржавецкого сельского поселения. Граничит с Яковлевским районом.

## История
Село Ржавец было образовано неподалёку от реки Северный Донец, посреди полей, холмов и рощ, которые были богаты дичью и птицей. Рядом с рекой располагалось множество озёр и торфяных болот с  а с красно-бурой водой, похожей на ржавчину, которые и дали название селу-Ржавец. В конце 1760-х годов титулярный советник Сергей Мокеевич Ильинский основал хутор Ржавчин (Ржавец), населив его переселенцев из села Покровского (Покровка) Карского уезда (сегодня Ивнянский район). Хутор Ржавецкий находился на границе с деревней Выполозовка.   
Население в большей части составляли великорусские крестьяне.  
В 1769-е годы белгородский помещик Иван Алексеевич Пенсов построил мельничий хутор, который был расположен недалеко от Ржавка в направлении села Щелоков. Данное поселение было заселено черкасами. Более 70 лет хутора существовали обособлено друг от друга, а к середине  XIX века были объединены под названием «хутор Ржавец Пенцовский тож»,уже находясь под владением Волконских. Владение хутором было поделено между Волконскими и Ильинскими. Последним владельцем Ржавка был Александр Николаевич Волконский, который вел активную общественную жизнь, был избран в 1908 г заведующим военно-конским участком, имел членство в уездной землеустроительной комиссии.   
В селе имелась кирпичная церковь,  церковно-приходская школа (трехлетняя), находившаяся при ней. Здания были построенны из кирпича с завода князя Волконского. Также надо отметить  доброе отношение князя к крестьянам - он выделял кирпич и для их нужд. Немного позднее построили начальную четырёхлетнюю школу, названную в честь цесаревича Алексея. Только в 1970 году была построена восьмилетняя школа.   

## Население
| 2002 | 2010 |
| ---- | ---- |
| 501  | ↘481 |

В селе родился Герой Советского Союза Андрей Лужецкий.